# ラグビー女子フィジー代表
ラグビー女子フィジー代表は、ラグビーユニオンでフィジーを代表する女子ナショナルチームである。2006年にサモアと初戦を行い、オセアニア・ウィメンズチャンピオンシップに毎年出場している。2022年開催のラグビーワールドカップ2021に初出場した。

## 歴史
1997年、アメリカ合衆国XVチームと初戦を行った。
2006年に女子パシフィックトライネーションズでサモアと初のテストマッチを行った。この大会は、この年限りの開催で終わった。
女子パシフィックトライネーションズから10年後の2016年、オセアニアの太平洋諸島地域において、ワールドカップ予選と、定期的な国際試合実施のためにオセアニア・ウィメンズチャンピオンシップが設立された。第1回大会は、フィジーとパプアニューギニアの2か国のみで開催された。この大会は女子ラグビーワールドカップ2017予選の一部にもなった。フィジーはパプアニューギニアを37対10で破り、次の予選ステージに進んだ。最終的に、フィジーは敗者復活戦で香港戦および日本戦両試合とも敗退し、ワールドカップ2017への出場権を得られなかった。
2019年の第3回オセアニア・ウィメンズチャンピオンシップは、ラグビーワールドカップ2021の予選も兼ねて開催。参加チームのうちニュージーランドとオーストラリアは前回のワールドカップですでに出場権を獲得しているため、フィジーが残りの1枠を獲得して、初のワールドカップ出場権を得た。
ラグビーワールドカップ2021は、新型コロナウイルス感染症の世界的流行により、翌2021年の開催となった。
2022年、オーストラリアと日本とのテストマッチを行った。オーストラリアとのテストマッチは初めて。
2022年、第4回オセアニア・ウィメンズチャンピオンシップで優勝した。この大会でパプアニューギニアを152対0で圧勝して、男子・女子ラグビー両方で歴代3番目となる高得点を記録した。
2022年10月から開催のラグビーワールドカップ2021では、初戦でイングランドに圧倒され、イングランドに14回のトライを許し、19-84で敗れた。南アフリカには21対17で勝利し、ワールドカップ初勝利を収めた。これにより、ワールドラグビーランキングは21位から16位へ躍進した。続くフランス戦では0-44で敗れた。
2023年、第5回オセアニア・ウィメンズチャンピオンシップでは2位となり、この年に始まった国際大会WXV 2023（WXV3）への出場権を得た。
2024年6月2日、第6回オセアニア・ウィメンズチャンピオンシップで優勝、WXV 2024とラグビーワールドカップ2025への出場権を得た。その直後、2024年6月3日付けワールドラグビーランキングは過去最高の15位となった。

## 成績
| ワールドラグビー 女子ランキング   | ワールドラグビー 女子ランキング | ワールドラグビー 女子ランキング | ワールドラグビー 女子ランキング |
| --------------------------------- | ------------------------------- | ------------------------------- | ------------------------------- |
| 上位20チーム（2025年3月17日時点） |                                 |                                 |                                 |
| 順位                              | 変動*                           | チーム                          | ポイント                        |
| 1                                 | 増減なし                        | イングランド                    | 097.56                          |
| 2                                 | 増減なし                        | カナダ                          | 089.31                          |
| 3                                 | 増減なし                        | ニュージーランド                | 088.64                          |
| 4                                 | 増減なし                        | フランス                        | 085.11                          |
| 5                                 | 増減なし                        | オーストラリア                  | 078.10                          |
| 6                                 | 増減なし                        | アイルランド                    | 078.03                          |
| 7                                 | 増減なし                        | スコットランド                  | 076.82                          |
| 8                                 | 増減なし                        | イタリア                        | 074.75                          |
| 9                                 | 増減なし                        | アメリカ合衆国                  | 074.20                          |
| 10                                | 増減なし                        | ウェールズ                      | 072.58                          |
| 11                                | 増減なし                        | 日本                            | 066.41                          |
| 12                                | 増減なし                        | 南アフリカ共和国                | 066.18                          |
| 13                                | 増減なし                        | スペイン                        | 065.42                          |
| 14                                | 増減なし                        | サモア                          | 060.56                          |
| 15                                | 増減なし                        | オランダ                        | 060.20                          |
| 16                                | 増減なし                        | フィジー                        | 059.14                          |
| 17                                | 増減なし                        | 香港                            | 056.20                          |
| 18                                | 増減なし                        | カザフスタン                    | 055.23                          |
| 19                                | 増減なし                        | ロシア                          | 055.10                          |
| 20                                | 増減なし                        | スウェーデン                    | 052.72                          |
| *前週からの変動                   |                                 |                                 |                                 |

### ワールドカップ
| 年   | ラウンド | 順位        | 試       | 勝       | 負       | 分       | 最終結果       | 備考   |
| ---- | -------- | ----------- | -------- | -------- | -------- | -------- | -------------- | ------ |
| 1991 | 出場なし | 出場なし    | 出場なし | 出場なし | 出場なし | 出場なし | 出場なし       |        |
| 1994 | 出場なし | 出場なし    | 出場なし | 出場なし | 出場なし | 出場なし | 出場なし       |        |
| 1998 | 出場なし | 出場なし    | 出場なし | 出場なし | 出場なし | 出場なし | 出場なし       |        |
| 2002 | 出場なし | 出場なし    | 出場なし | 出場なし | 出場なし | 出場なし | 出場なし       |        |
| 2006 | 出場なし | 出場なし    | 出場なし | 出場なし | 出場なし | 出場なし | 出場なし       |        |
| 2010 | 出場なし | 出場なし    | 出場なし | 出場なし | 出場なし | 出場なし | 出場なし       |        |
| 2014 | 出場なし | 出場なし    | 出場なし | 出場なし | 出場なし | 出場なし | 出場なし       |        |
| 2017 | 出場なし | 出場なし    | 出場なし | 出場なし | 出場なし | 出場なし | 出場なし       |        |
| 2021 | プール戦 | 3位/4チーム | 3        | 1        | 0        | 2        | プール戦で敗退 | [ 29 ] |

### オセアニア・ウィメンズチャンピオンシップ
詳細は「オセアニア・ウィメンズチャンピオンシップ」へ。
| 回        | 年        | 参加国                                             | 順位                                               |                                                    | 備考          |
| --------- | --------- | -------------------------------------------------- | -------------------------------------------------- | -------------------------------------------------- | ------------- |
| 1         | 2016      | 2                                                  | 優勝                                               | WC2017最終予選へ進出                               | [ 30 ] [ 31 ] |
| 2         | 2018      | 4                                                  | 優勝                                               |                                                    | [ 32 ]        |
| 3         | 2019      | 6                                                  | 3位                                                | WC2021に出場                                       | [ 33 ]        |
| 2020-2021 | 2020-2021 | 新型コロナウイルス感染症の世界的流行のため開催せず | 新型コロナウイルス感染症の世界的流行のため開催せず | 新型コロナウイルス感染症の世界的流行のため開催せず | [ 34 ]        |
| 4         | 2022      | 4                                                  | 優勝                                               |                                                    | [ 35 ]        |
| 5         | 2023      | 4                                                  | 2位                                                | WXV3に出場                                         | [ 36 ] [ 37 ] |
| 6         | 2024      | 4                                                  | 優勝                                               | WXV3に出場、WC2025に出場                           | [ 27 ]        |